# برنیس لیو
برنیس لیو (انگلیسی: Bernice Liu؛ زادهٔ ۶ ژانویهٔ ۱۹۷۹) یک بازیگر سینما، هنرپیشه، و خواننده اهل کانادا است.

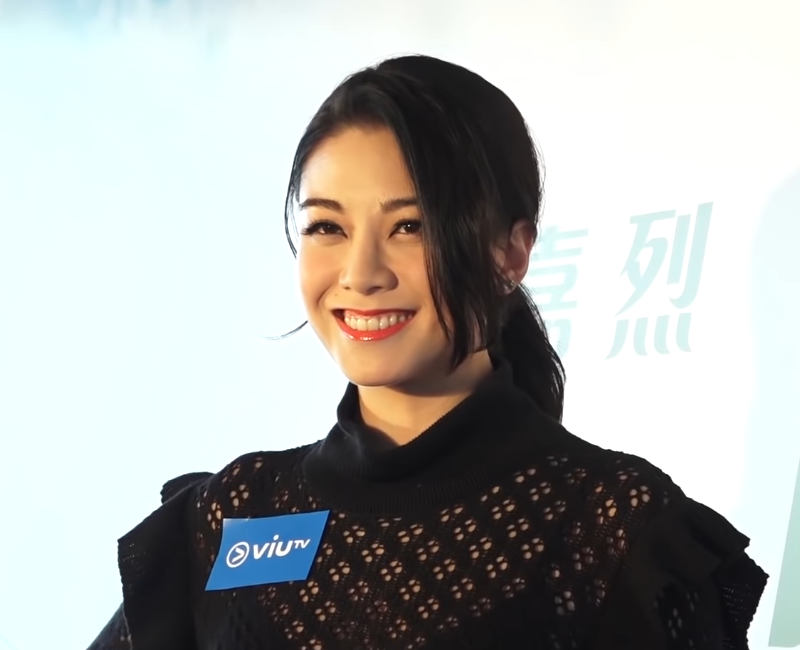